# Paul Thomas (Widerstandskämpfer)
Paul Thomas (sorbisch: Pawoł Thomas; * 6. März 1898 in Trebendorf/Trjebin; † 27. April 1942 im KZ Sachsenhausen) war ein sorbischer Widerstandskämpfer.

## Leben

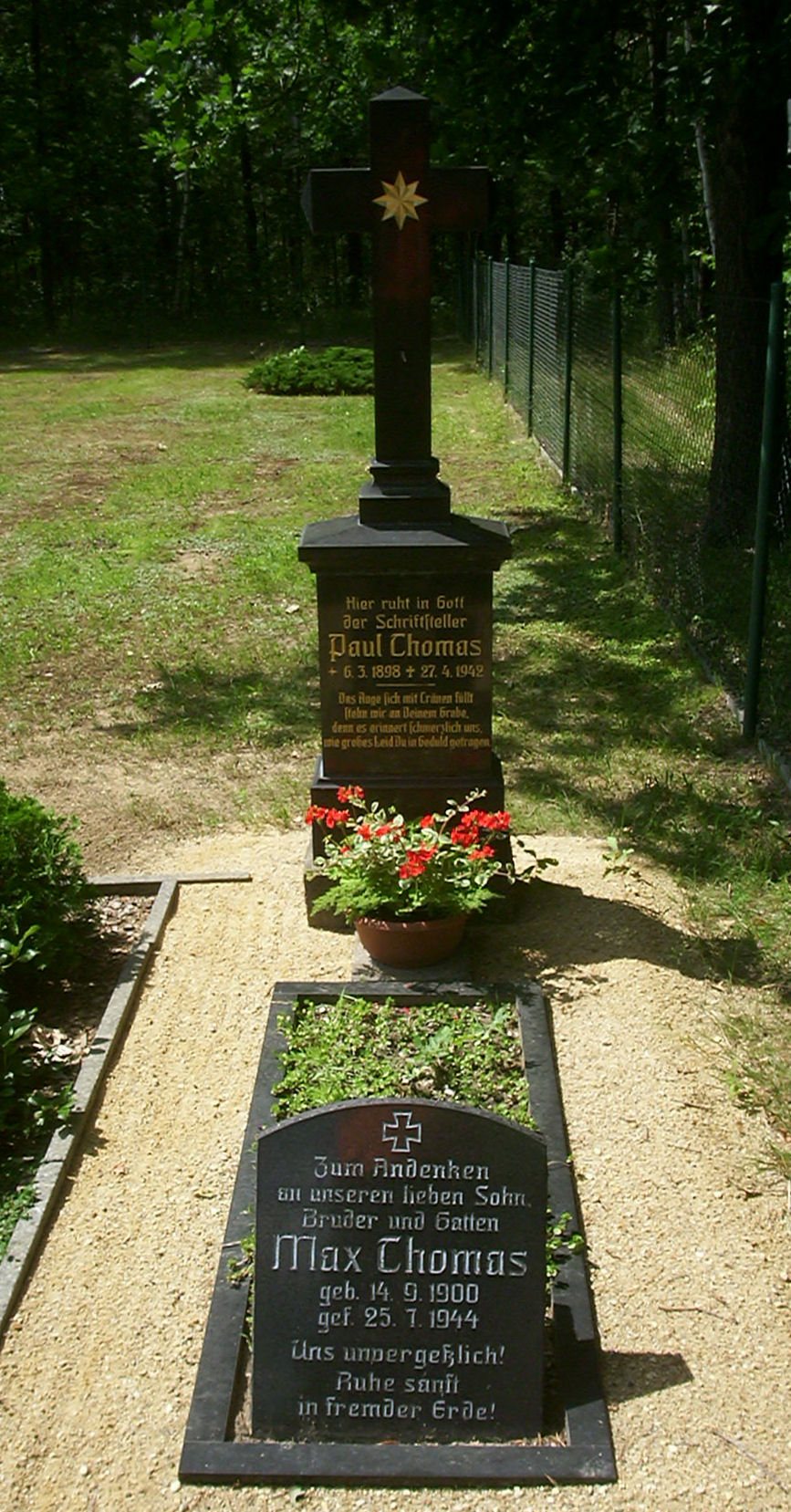
Grab auf dem Friedhof in Trebendorf

Nach dem Schulabschluss arbeitete Thomas zunächst in einer Glasfabrik und als Grubenarbeiter in Weißwasser. 1921 zog er nach Spremberg. Er war Gewerkschafts- und SPD-Mitglied und bezog in Zeitungsartikeln auch öffentlich Stellung gegen den Nationalsozialismus. 1933 wurde er zeitweilig inhaftiert, später emigrierte er und lebte in verschiedenen europäischen Ländern, bevor er 1939 in Prag von der Gestapo verhaftet wurde. Er kam ins KZ Sachsenhausen, wo er in Folge von Misshandlungen erblindete und im April 1942 verstarb.
Das Grab von Paul Thomas befindet sich auf dem Friedhof in Trebendorf/Trjebin.

## Ehrungen

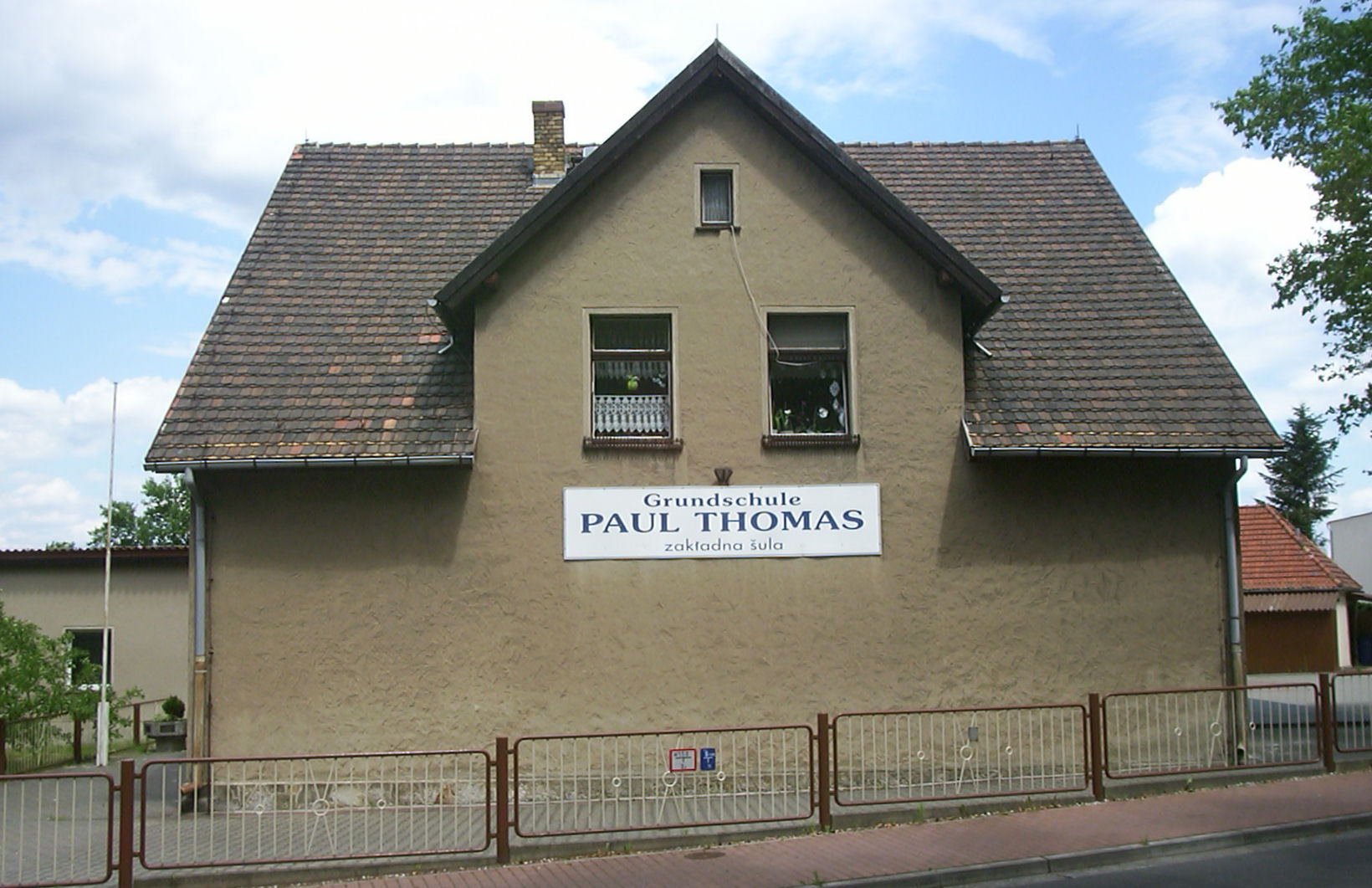
Ehemalige Paul-Thomas-Schule vor der Sanierung

In Trebendorf war die Grundschule nach ihm benannt. Die Schule wurde im Jahr 2000 geschlossen und ist jetzt Gemeindeamt mit Mietwohnungen im Obergeschoss.
In Spremberg trägt die Paul-Thomas-Straße seinen Namen.